# Lisistrato
Lisistrato (Sicione, ... – ...; fl. IV secolo a.C.) è stato uno scultore greco antico attivo alla fine del IV secolo a.C..
Originario di Sicione, fratello di Lisippo e zio di Daippos, Boedas, e Euthycrates, a loro volta tutti scultori (Plinio, Nat. hist., XXXIV, 66).
È stato raccontato dallo storico romano Plinio il Vecchio nella sua Naturalis historia che Lisistrato seguì sempre, nella sua lunga carriera artistica, una forte linea realistica. Un grande spirito innovativo lo caratterizzò rispetto agli altri scultori greci suoi contemporanei,  sembra infatti essere stato il primo scultore della storia ad ideare ed applicare la presa del calco in gesso del viso umano, per poterne poi ricreare una fedelissima riproduzione in marmo o in bronzo, molto più realistica di quelle fatte fino ad allora ad occhio.